# Verhivka, Trosteaneț
Verhivka (în ucraineană Верхівка) este localitatea de reședință a comunei Verhivka din raionul Trosteaneț, regiunea Vinnița, Ucraina.

## Demografie
Componența lingvistică a localității Verhivka
     Ucraineană (99,44%)
     Alte limbi (0,56%)
Conform recensământului din 2001, majoritatea populației localității Verhivka era vorbitoare de ucraineană (99,44%), existând în minoritate și vorbitori de alte limbi.